# Deir el-Medina
Deir el-Medina (Convento de La Ciudad) es un poblado egipcio fundado por Tutmosis I, faraón de la dinastía XVIII. A la entrada del Valle de las Reinas y cerca del de  los Reyes, se encuentran los restos del que fuera el más próspero poblado de obreros y artesanos del Antiguo Egipto: Set Maat "El lugar de la Verdad" (nombre egipcio), Deir el-Medina (nombre árabe), localidad situada en un pequeño valle en la región tebana, próximo a la colina de Qurnet Mura, en la ribera occidental del Nilo, frente a Tebas, actual Luxor (Egipto).
Durante mucho tiempo sufrió saqueos debido al expolio de antigüedades, ya que era un sitio muy conocido por la abundancia, belleza y riqueza de los objetos que se encontraban en sus cercanías. Sin embargo, aún se conservan muchas evidencias arqueológicas: tumbas, casas, ajuares, que hacen de este lugar el poblado del Antiguo Egipto mejor conocido.

## Historia
Al comienzo del Imperio Nuevo, Tutmosis I, decide abandonar la construcción de mastabas y pirámides debido a los saqueos a que eran sometidas, y ordena comenzar su tumba en un lugar más protegido, excavando la ladera de la montaña, fundando Set Maat (Deir el-Medina) como lugar de residencia para los obreros y artesanos ocupados en la construcción. Sus sucesores construyeron sus tumbas en el mismo lugar durante unos 500 años, tiempo durante el cual el poblado estuvo habitado.
Se fundó con dimensiones reducidas: cuarenta casas rodeadas por una muralla, pero nunca dejó de crecer, alcanzando su máximo esplendor en tiempos de Seti I y Ramsés II, con cincuenta casas en el interior del recinto amurallado y setenta fuera de él. Fue abandonado en tiempos de Esmendes I, alrededor del 1170 a. C. Un segundo renacimiento se produjo con la Dinastía Ptolemaica, pero no llegó a la prosperidad anterior y pronto fue de nuevo abandonado.

## El poblado

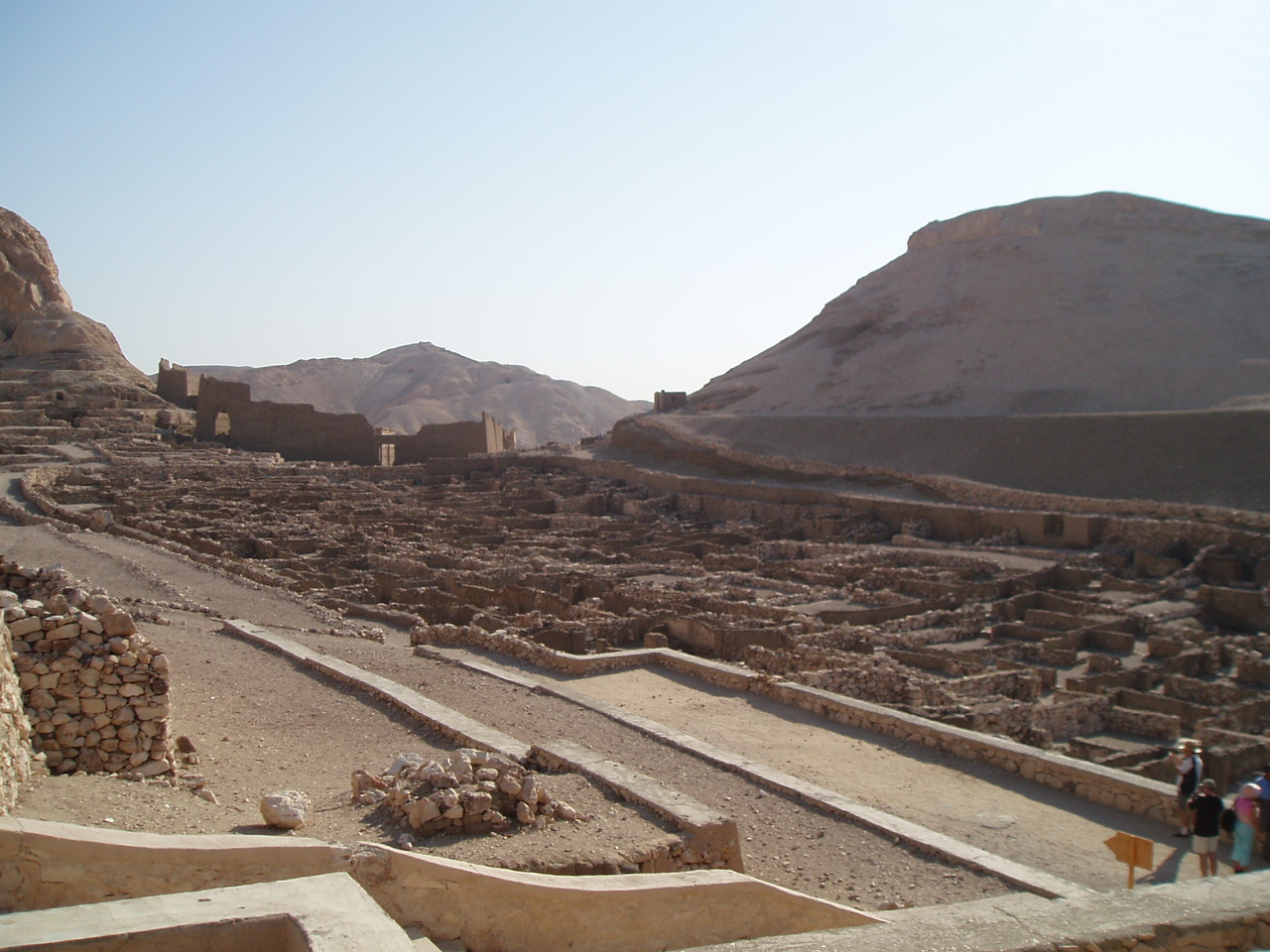
Poblado de artesanos, en Deir el-Medina.

El pueblo se llamaba simplemente Pa Demi, el poblado. La muralla delimitaba un área rectangular dentro de la cual se distribuían las viviendas a lo largo de una calle que comenzaba en la puerta del recinto y atravesaba todo el pueblo. El muro posterior de cada edificio estaba adosado a la muralla.
Eran casas de una sola planta, con pavimento de piedra y paredes de adobe, materiales que compartían con el resto de los edificios, excluidos los templos y tumbas. Se techaban con troncos cubiertos de hojas de palmera y barro y quedaban separadas entre sí por un muro. 
De planta rectangular, tenían cuatro pequeñas salas, una tras otra: la primera era un vestíbulo con un altar, y la última parece ser la cocina, ya que en ella se han encontrado restos de ceniza. De allí partía una escalera para subir a la terraza.
El mobiliario y demás objetos cotidianos, como espejos, juegos de mesa, se conocen gracias a la tumba del arquitecto Kha y su esposa Merit, que nos ha llegado intacta con un rico ajuar, aunque probablemente el de los trabajadores fuese más modesto.

## Ciudadanos
Conocemos los detalles de su vida cotidiana gracias a los ostracas, trozos de cerámica, o piedra caliza, usados como soporte para sus anotaciones, al ser el papiro muy caro, que se han encontrado en el basurero de la ciudad.
Los obreros formaban parte de la base social, junto con los campesinos, pero entre ellos existían diferencias notables dependiendo de que fueran artesanos, obreros comunes o desempeñasen alguna labor administrativa: escribas, médicos, etc., además de toda la gente necesaria para el funcionamiento de la ciudad: todas aquellas labores necesarias para el autoabastecimiento, incluidas las agrícolas. El Estado deseaba pocos contactos con el exterior, para mantener toda la discreción posible sobre la construcción de las tumbas, por lo que suministraba todo lo necesario, inclusive el transporte de agua desde el río, al estar el pueblo situado en una zona desértica.

## Trabajo

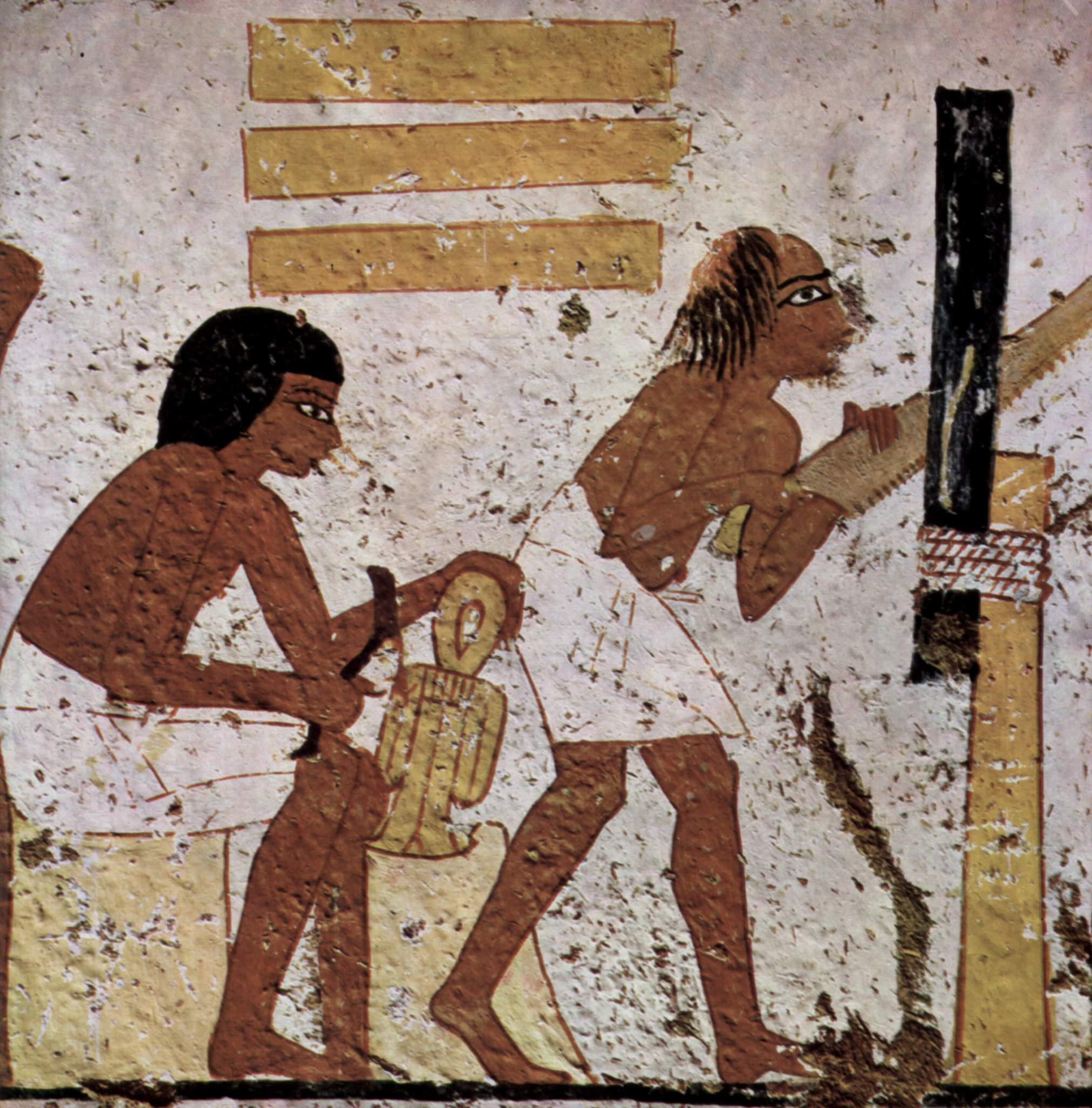
Artesanos. Tumba de Nebamun.

Antes de dar comienzo a cualquier obra, artesanos y obreros firmaban un contrato en el que se ajustaba la duración del trabajo y el salario. Este se pagaba en especie, en forma de raciones mayores o menores en función de la categoría de cada cual. Además, las familias cultivaban pequeñas parcelas y criaban cerdos, cabras y ovejas.
El periodo laboral era de diez días, a razón de ocho horas diarias, y comenzaba al salir el sol. Al acabar, no regresaban al pueblo sino que pasaban la noche en unas casas provisionales, levantadas al lado del Valle de los Reyes. 
Sólo se podía faltar por enfermedad, por el cumpleaños de la madre o por ausencia de la mujer, pero en la práctica había toda clase de excusas: cuidar un burro enfermo, preparar una fiesta, o la muerte de un familiar, motivos todos ellos que, en teoría, conllevaban una sanción.

### Escribas
Seguían de cerca los trabajos y registraban cualquier acontecimiento, el progreso diario de la obra, el material utilizado, las ausencias al trabajo, etc. Este trabajo se llamaba "El diario de la Tumba", y lo realizaba el "Escriba de la Tumba" que era el representante del estado en el poblado. Todos los aspectos burocráticos eran manejados por él.

### Médicos

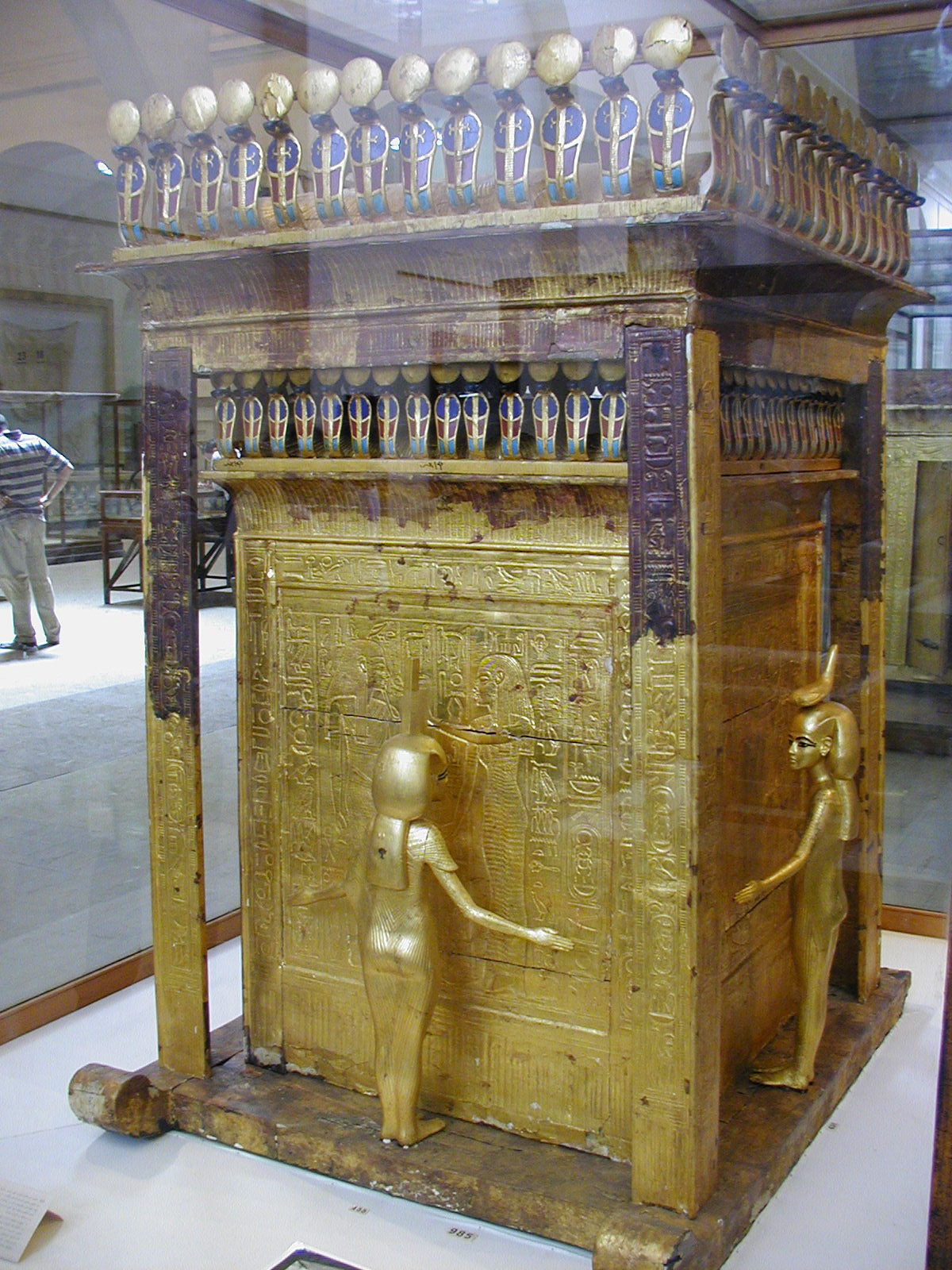
Cofre para los vasos canopos de Tutankamón. Aunque se encuentran en el valle de los reyes y no en Deir el-Medina como lo sugiere el artículo

Tenían la obligación principal de mantener en forma a los obreros, aunque también atendían al resto de la población. Era una tarea realizada por la "Mujer Sabia" que se creía tenía poderes sobrenaturales y amplios conocimientos de medicina.

### Obreros
Eran los encargados de excavar las tumbas en la ladera de la montaña. Trabajaban en cuadrillas divididas en dos grupos, al frente de cada uno de ellos había un capataz y un ayudante. Dado que algunas galerías alcanzaban los cien metros, se utilizaba iluminación artificial a base de lámparas de aceite suministradas por el almacén real de la zona.
Los albañiles daban forma a las diferentes estancias, ocultando cuidadosamente el acceso, para evitar en lo posible el saqueo de la tumba, que ya era una práctica habitual.

### Artesanos
Entraban en acción cuando las cámaras estaban listas, siendo responsables de la decoración. Debían pintar las paredes, la mayoría de las veces con las instrucciones del Libro de los Muertos, hacer las estatuillas que representaban al rey y a sus criados, ushebti, y confeccionarle todo el ajuar, para utilizarlo en la otra vida, por supuesto, ricamente decorado.

## Ocio

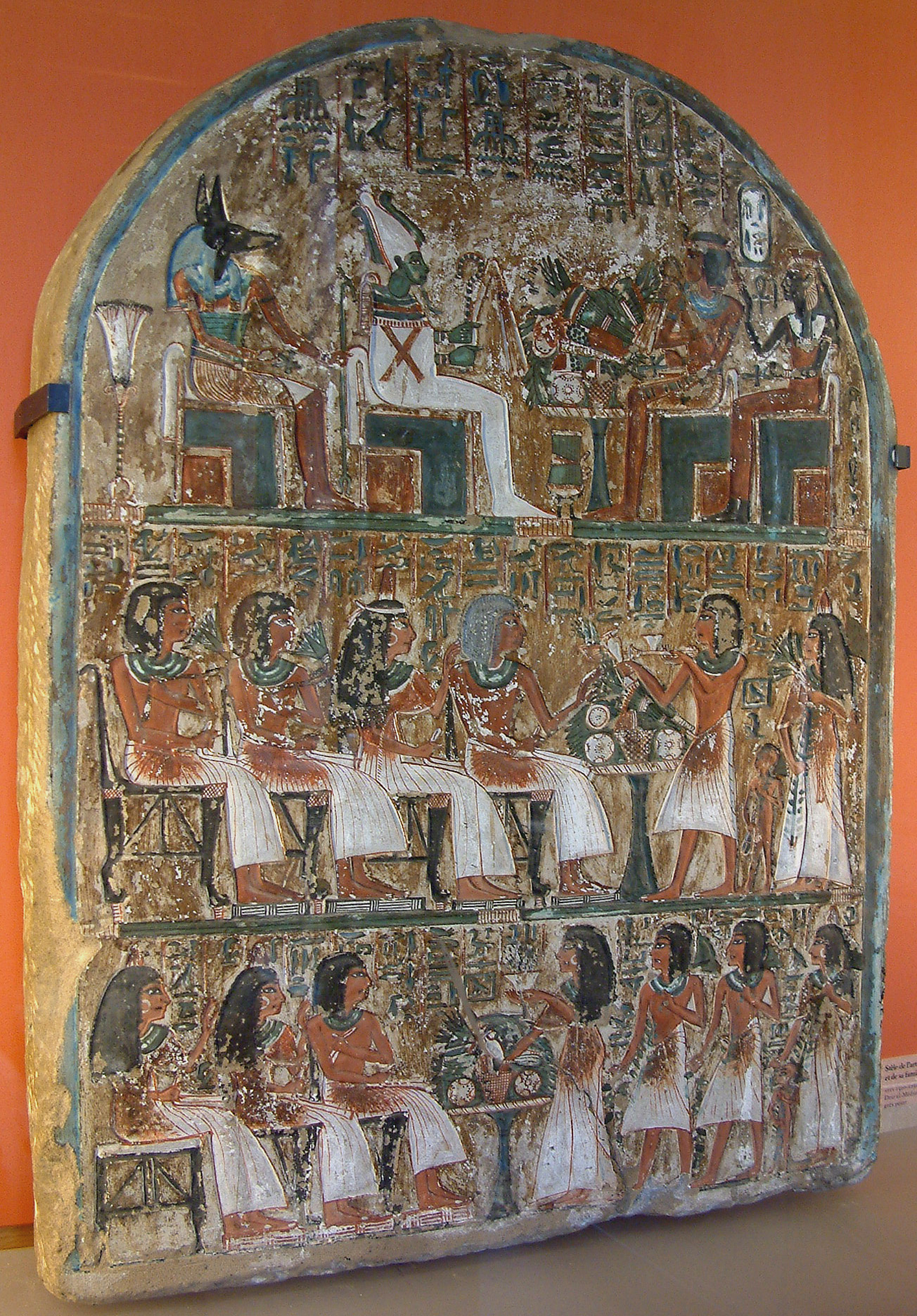
Estela de Irynefer en Deir el-Medina. Museo del Louvre.

Cada diez jornadas volvían a sus casas, dedicando el día libre a construir sus propias tumbas, en las que nos han dejado hermosas pinturas, visitar lugares de culto cercanos o realizar trabajos por cuenta ajena para redondear ingresos.
Casi todos los trabajadores estaban organizados en cofradías, y aprovechaban los días libres para reunirse.

## Justicia
Las faltas penales las sancionaba el , las laborales los capataces, pero sobre las demás cuestiones dictaminaba un tribunal compuesto por los propios obreros, siendo el castigo más aplicado el apaleamiento público.

## La primera huelga documentada
En tiempos de Ramsés III, hacia 1166 a. C., el pago de salarios se retrasó más de lo acostumbrado, y los trabajadores, empujados por el hambre, abandonaron sus trabajos y se lanzaron a las calles hasta conseguir sus objetivos. Los hechos se relatan en el Papiro de la Huelga del reinado de Ramsés III, conservado en Turín, Italia. Las huelgas continuaron hasta el final de la dinastía XX.

## Resumen

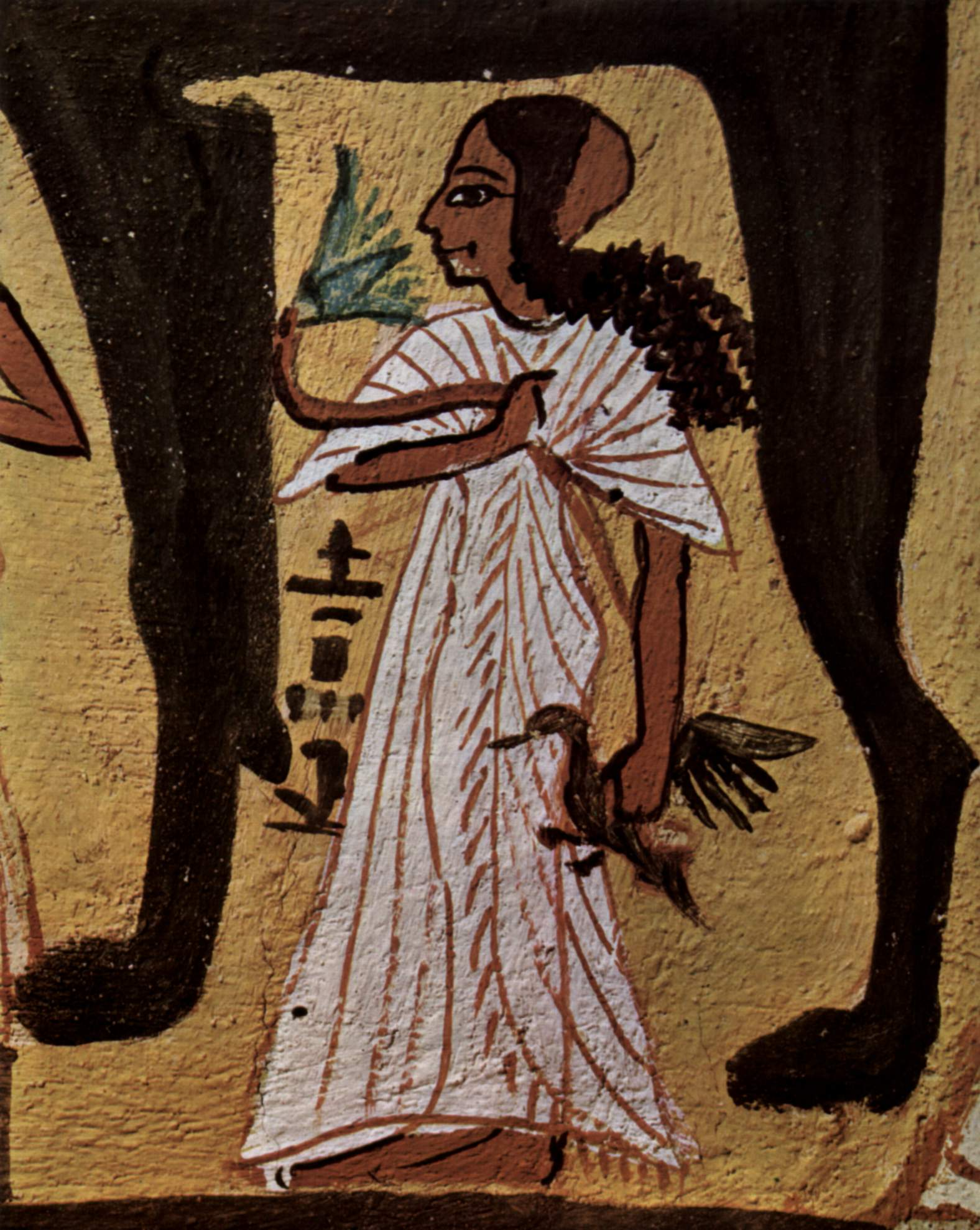
Tumba de Senedyem.

Fue un pueblo ocupado por trabajadores bien alimentados que llevaban una vida relativamente acomodada, y que sólo pagaban el impuesto personal, pero no los diezmos.
Deir el-Medina tuvo su mejor época con Ramsés II: con la decadencia que comenzó con la Dinastía XX, la desorganización llegó también allí, hasta el abandono total con la Dinastía XXI, que trasladó la capital a Tanis en el Delta y abandonó la necrópolis tebana: Deir el-Medina ya no tenía razón de ser.

## Restos arqueológicos en la zona
- El poblado de los artesanos
- El Valle de los Reyes
- El Valle de las Reinas
- Un templo ptolemaico
- La necrópolis: con las tumbas de Senedyem, Inerjau, Kha (única intacta) y Pashedu.

### Citas
1. ↑  Egipto.com. «Pa Demi». Valle de los artesanos. Consultado el 08, 10, 2008.
2. ↑  Los ladrillos de adobe se fabricaban con lodo del Nilo, arena y paja. Se les daba forma con un molde rectangular de madera y se dejaban secar al sol.
3. ↑  Nelson Pierrotti: La primera huelga de la historia. faraones.org